# نادي غوميل
نادي غوميل (بيلاروسية: ФК Гомель) هو نادي كرة قدم بيلاروسي من مدينة غوميل. تم تأسيس النادي في سنة 1959. يخوض الفريق مبارياته على الملعب المركزي.

## وصلات خارجية
- الموقع الرسمي